# کاترین پلوینسکی
کاترین پلوینسکی (فرانسوی: Catherine Plewinski‎؛ زادهٔ ۱۲ ژوئیه ۱۹۶۸) شناگر اهل فرانسه بود.
وی در مسابقات کشوری و بین‌المللی در مجموع برندهٔ ۷ مدال طلا، ۴ مدال نقره، ۵ مدال برنز شده‌است.